# Zeppelintribüne

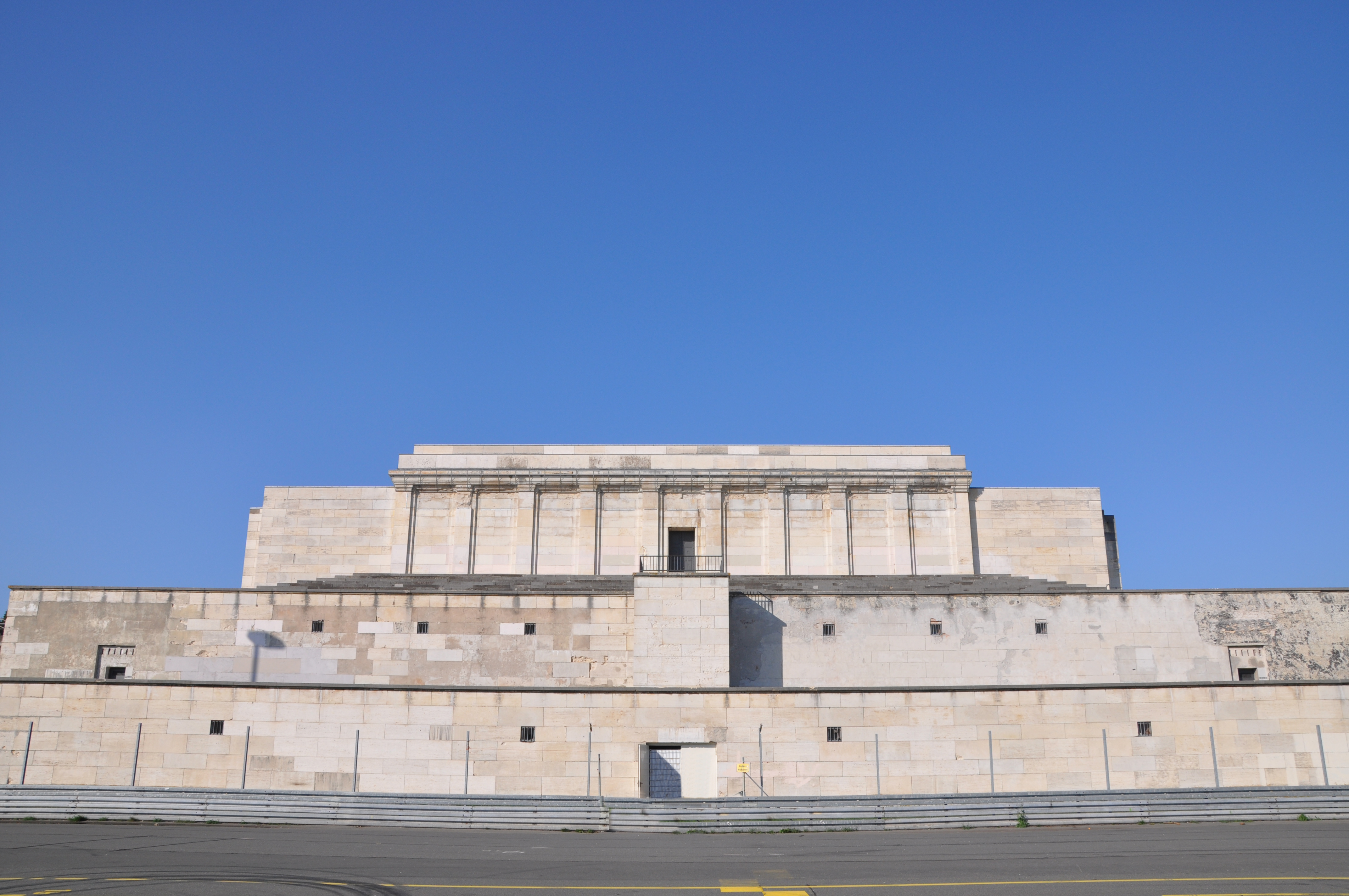
Die Haupttribüne

Die Zeppelintribüne ist eine von 1935 bis 1937 errichtete Tribüne auf dem Reichsparteitagsgelände in Nürnberg.

## Geschichte

### Vorgeschichte
Am 27. August 1909 landete an der Stelle der Tribüne ein Zeppelin, worauf auch der heutige Name zurückgeht. Zu dieser Zeit begannen erste Überlegungen die Region in ein Erholungsgebiet umzuwandeln, die jedoch mit dem Beginn des Ersten Weltkrieges endeten. 1926 wurde hier nach Plänen von Albert Henselmann ein städtisches Sport- und Erholungsgelände angelegt. Es entstanden Tribünenwälle sowie eine dazugehörige Turnwiese. Von 1927 bis 1929 wurde das Nachbargebiet, der Luitpoldhain, Schauplatz der NSDAP-Parteitage, weshalb man sich 1933 entschied, die Parteitage erneut hier stattfinden zu lassen, wobei man jedoch zum ersten Mal entschied, die größere Turnwiese auf dem Zeppelinfeld zu nutzen. 1934 fand der Parteitag erneut auf diesem Gelände statt. Damals bestanden die Tribünen noch weitestgehend aus Holz, weshalb sich Adolf Hitler noch im selben Jahr entschied, die Gebäude von Albert Speer durch Steinbauten ersetzen zu lassen.

### Bau
Die Pläne, die Albert Speer entwarf, waren bereits 1935 fertiggestellt. Man hatte bereits 1935, pünktlich zum Parteitag, den Umbau weitestgehend fertiggestellt. Bei dem Umbau wurden die Strukturen des Sportforums lediglich umgestaltet, wobei die Wallanlagen auf der Ost- und Westseite lediglich überformt wurden. Die Sitze der Wälle der Sportanlagen wurden dabei durch eingeschlagene, stehende Betontafeln ersetzt, hinter denen die Erdaufschüttung zu horizontalen Sitzflächen modifiziert wurde. Die nördliche Haupttribüne wurde dabei komplett abgerissen und durch den steinernen Vorgängerbau der heutigen Haupttribüne ersetzt. Dieser Vorgängerbau war lediglich eine genaue Kopie der hölzernen Ursprungstribüne.
Im Jahr 1936 wurden die Wälle erneut überformt. Dabei wurden auch 34 blockartige, steinverkleidete Türme angebaut. Hier befanden sich Toiletten und Trafostationen. Doch die wichtigsten Bauarbeiten dieser Bauphase bezogen sich auf den Ausbau der nördlichen Haupttribüne. Diese war jedoch, bis auf den Goldenen Saal im Mittelbau vor allem nutzungsorientiert. Im September 1936 war der Rohbau der Haupttribüne fertiggestellt. Der Innenausbau war erst 1938, zum letzten Parteitag, weitestgehend fertiggestellt.

### Nachgeschichte

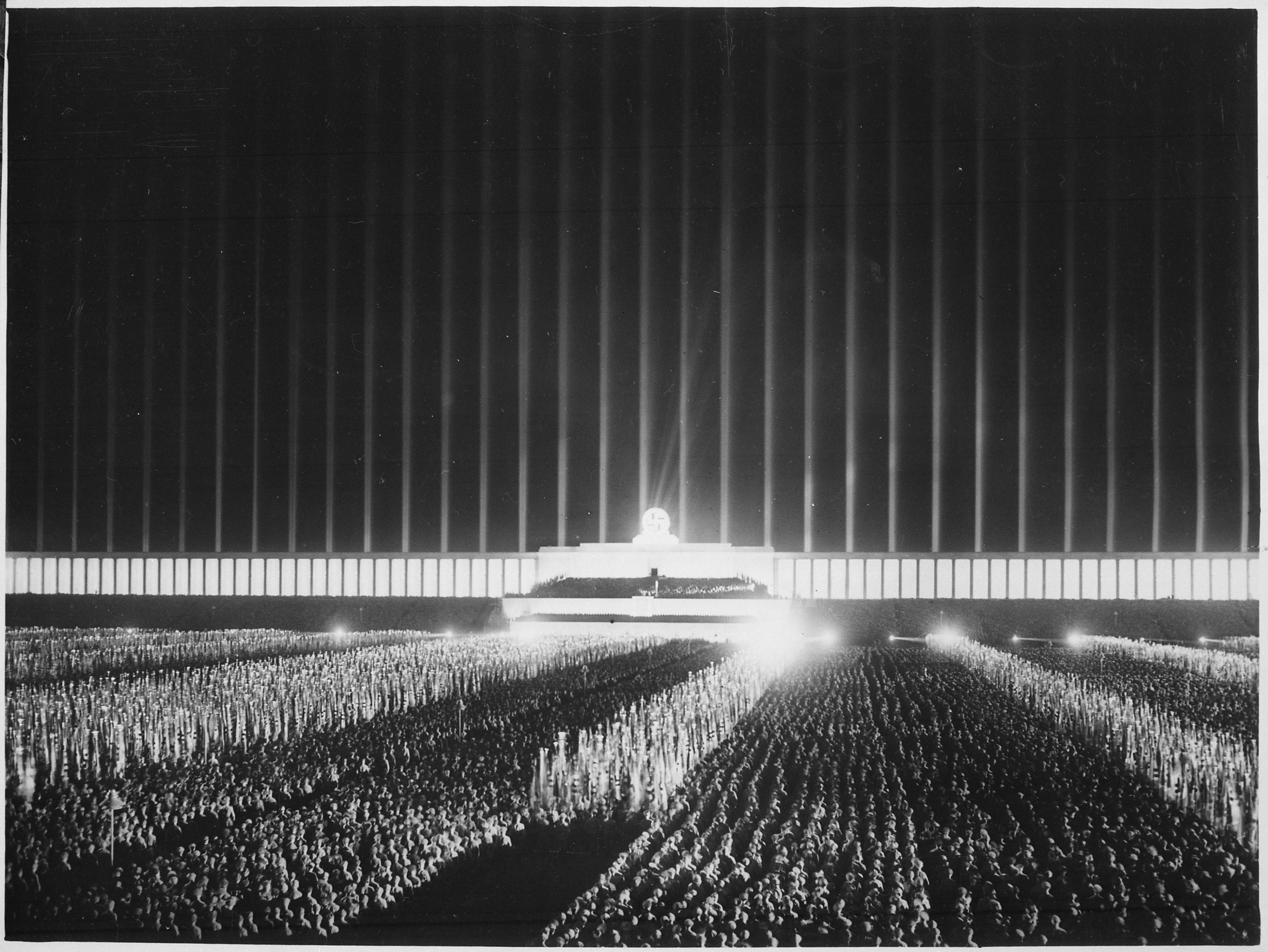
Die Tribüne während des großen Appells.

1941 wurden bereits einige Steine ersetzt da sie bruchfeucht eingebaut worden waren. Den Krieg überlebte die Haupttribüne unbeschadet, jedoch wurde sie am 20. April 1945 durch das Sprengen des monumentalen Hakenkreuzes, 1967 durch die Sprengung der Pfeilerkolonnaden und 1976 durch den Abbruch der Türme beschädigt. 1973 wurde die Tribüne unter Denkmalschutz gestellt. In der Nachkriegszeit diente das Gelände als Sportplatz amerikanischer Soldaten. Die US-Armee ließ außerdem Teile der Tribünen überdachen, da sie diese als Sportplatz nutzte. Diese Dächer sind jedoch heute größtenteils zurückgebaut. In der zweiten Hälfte des Jahres 2024 soll die Sanierung der Zeppelintribüne beginnen, diese soll insgesamt 85 Millionen € kosten. 75 Prozent der Gesamtkosten übernehmen Bund und Freistaat. Dieser Wiederaufbau soll 12 Jahre dauern. 80 Prozent der Natursteinblöcke an den Stufen und 60 Prozent der Steine an den Fassaden sind zerstört oder beschädigt. Über die Art der Restaurierung wurde lange gestritten, wobei unter anderem auch ein Abriss, sowie ein kontrollierter Verfall diskutiert wurden.

## Beschreibung

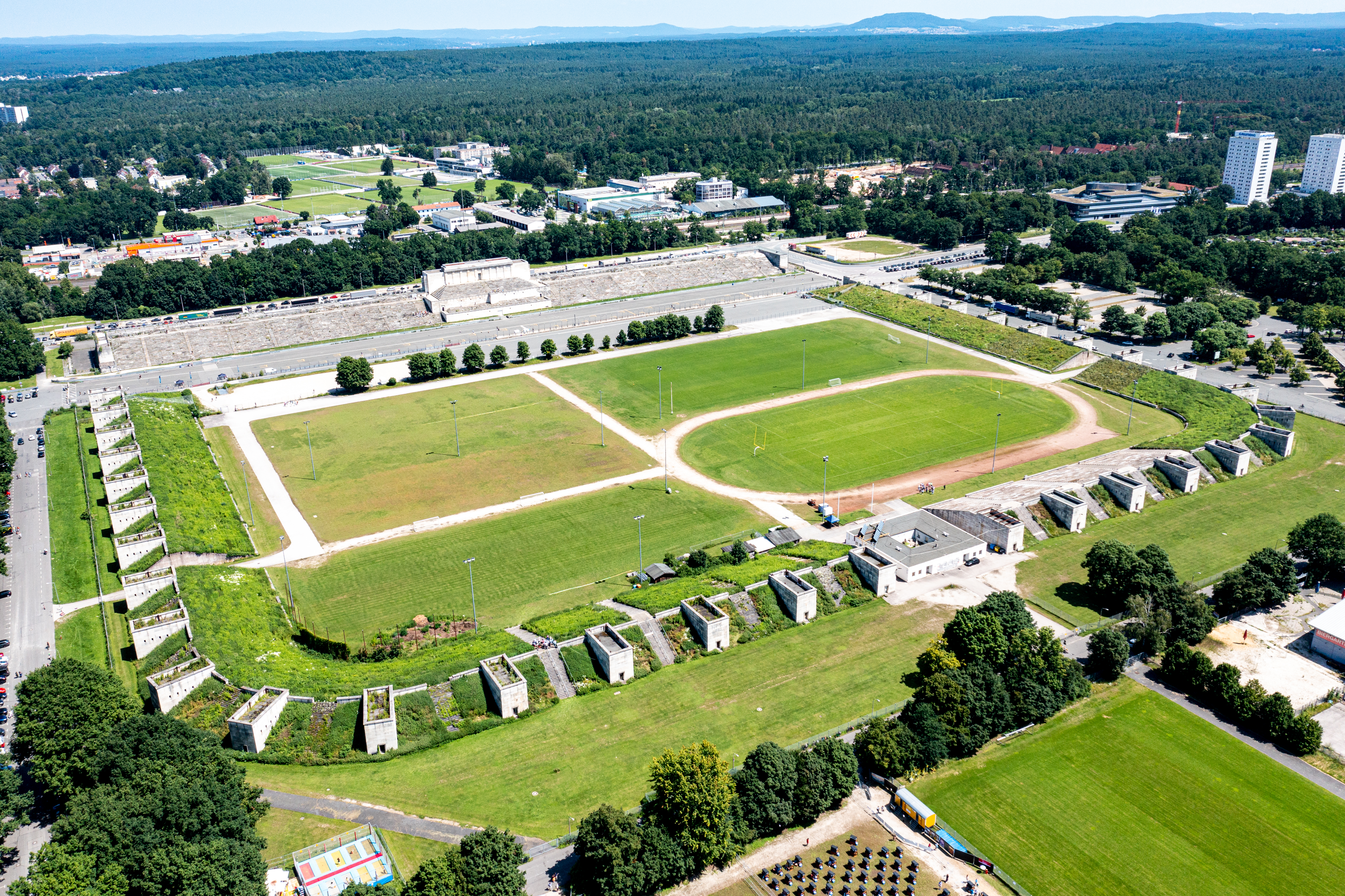
Das Zeppelinfeld mit der Haupttribüne (2021)

### Architektur, Kapazität und historische Bedeutung der Anlage
Die Anlage ist 362 × 378 Meter groß, wobei die Innenfläche 312 × 285 Meter misst. Das Zeppelinfeld selbst ist 290 × 312 Meter groß. Die Anlage bot Platz für ganze 320.000 Menschen, wovon lediglich 70.000 als Zuschauer auf den Tribünen Platz fanden. Die Haupttribüne selber nahm 16.000 Personen auf. Um das Feld herum befanden sich 150 Scheinwerfer, die senkrecht in den Himmel strahlten, als sogenannter Lichtdom bis zu 8 Kilometer in den Himmel. Um diese mit Strom zu versorgen, wurde eigens ein Umspannwerk errichtet. Die Haupttribüne auf der Nordseite ist 360 lang und 20 Meter breit. Sie ist aus einer Mischung aus Beton, Ziegel und Muschelkalkstein gebaut worden. Auf der Haupttribüne befand sich auch die zentrale Rednerkanzel. Die Haupttribüne entstand nach dem Vorbild des Pergamonaltars. Auf den 1976 gesprengten Türmen befanden sich zwei Feuerschalen, von denen eine heute im Goldenen Saal aufgestellt ist. Außerdem befand sich auf der Haupttribüne ein 8 Meter hoher Säulengang mit 144 Säulen. Dieser verband den Mittelbau mit den Seitentürmen. Die andere Feuerschale befindet sich ungenutzt auf der Rückseite der Haupttribüne. Sie diente bis 2008 als Kinderplanschbecken in einem Nürnberger Schwimmbad. In der Haupttribüne befinden sich außer dem Goldenen Saal noch weitere, jedoch eher funktionale Räume. Außerdem befinden sich hier zwei Treppenhäuser, die zur zentralen Doppeltür, sowie zu den beiden Seitenausgängen des Mittelbaus führen.

### Goldener Saal

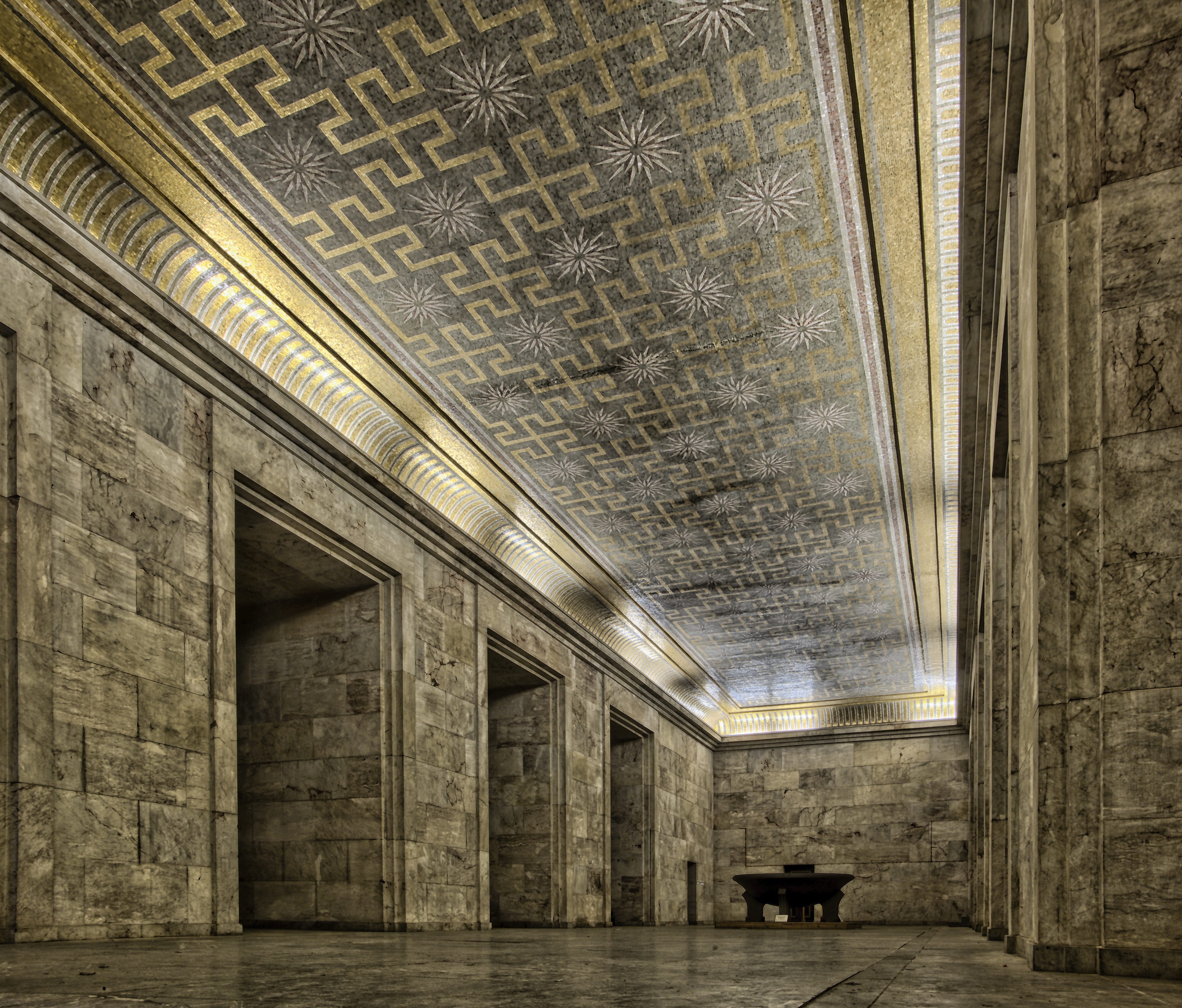
Goldener Saal in der Zeppelintribüne

Im Inneren der Zeppelintribüne befindet sich eine etwa 335 m² große Halle (36,5 × 8,7 Meter zuzüglich Nischen der vier Eingangstüren sowie vier Wandnischen). Die Wände und der Boden dieser Halle sind mit Lahnmarmorplatten verkleidet. Der Name leitet sich von der 7,8 Meter hohen Decke ab, die mit goldschimmernden Mosaiken von Hermann Kaspar verziert ist.
Der ursprüngliche Zweck und die Nutzung des Goldenen Saals während der Reichsparteitage sind heute nicht mehr bekannt. Von 1985 bis 2001 beherbergte er die Ausstellung Faszination und Gewalt, die den Anstoß für das Dokumentationszentrum Reichsparteitagsgelände gab. Im Jahr 1986 trat die Post-Industrial-Band Einstürzende Neubauten im Saal auf und hielt dort das bisher einzige Konzert in diesen Räumlichkeiten ab. Der Frontmann Blixa Bargeld beschrieb den Auftritt als Entgegnung zu deren totalitärer Vorgeschichte.
Der Goldene Saal konnte im Rahmen einer Führung über das Reichsparteitagsgelände besucht werden, ist derzeit (Oktober 2024) jedoch gesperrt. Eine dauerhafte Öffnung eines Teilbereichs ist in Planung.